# الداما، چیاپاس
الداما، چیاپاس (به اسپانیایی: Aldama, Chiapas) یک منطقهٔ مسکونی در مکزیک است که در چیاپاس واقع شده‌است.

## خصوصیات
الداما ۲۶٫۵۷ کیلومترمربع مساحت و ۳٬۶۳۵ نفر جمعیت دارد و ۱٬۸۱۰ متر بالاتر از سطح دریا واقع شده‌است.